# El Peñol (Nariño)
El Peñol es un municipio colombiano ubicado en el departamento de Nariño, en el suroccidente del país. 
Alcanzó la categoría de municipio el 7 de diciembre de 1998.

## División Político-Administrativa
Además de su Cabecera municipal. El Peñol tiene bajo su jurisdicción los siguientes Centros poblados:
- Las Cochas
- Peñol Viejo
- San Francisco
- San Francisco Bajo

## Historia
El Peñol, sitio que conlleva un valioso contenido histórico y cultural, su fundación se debe al capitán don Diego de Benavides. Los primeros habitantes de estas tierras indígenas eran pertenecientes a la tribu de los Quillacingas.
En el año de 1631 los indios Sindaguas (tribu guerrera del valle del Patía) desterraron el primer asentamiento de los habitantes de El Peñol, cerca de la confluencia de los ríos Guáitara y Patía. Lugar que hoy se conoce con el nombre de Pueblo Viejo. 
Los habitantes no se dieron por vencidos y se asentaron en Peñol Viejo, pero la fuerte sequía de un verano hizo que se incinerara casi en su totalidad. Se conoce luego de un tercer asentamiento hacia el año de 1912 cuando la nación pensó en ejecutar la instalación de los rieles para el ferrocarril de Nariño, los pocos habitantes que aún permanecían en las ruinas del Peñol Viejo se trasladaron a este lugar, pues se vislumbraba un marcado progreso para esta población. En 1926, el Obispo de Pasto, Antonio María Pueyo de Val lo bautizó con el nombre de “Nuevo Peñol o Salvador” aunque este nombre popular e históricamente fue reemplazado como “El Peñol de los Apráez” por ser esta una de las familias que más poblaron esta zona donde hoy se erige la cabecera municipal.
Es importante dar a conocer que El Peñol también fue convertido en paso obligado entre las ciudades de Popayán y Pasto, con dirección a Quito, conocido como la “Ruta hacia la libertad” por donde transitó el conquistador Sebastián de Belalcazar evadiendo los encuentros con la devastadora tribu de los Sindaguas. Y nuestro libertador Simón Bolívar, al mando de su poderoso ejército, antes de continuar su marcha que culminaría en la Batalla de Bomboná (7 de abril de 1822), a su regreso de Bomboná, volvió a establecerse en este sitio alrededor de 20 días.
A pesar de que los primeros habitantes de las poblaciones de El Peñol fueron los Quillacingas, con la venida de los españoles se viene a dar el proceso de mestizaje. Por los rasgos fisiológicos de los actuales habitantes en diferentes zonas del municipio, se puede inferir que el mestizaje se pudo haber producido entre españoles, vascos e indios.
Ya ahora en 1998 el Peñol se convierte en municipio segregado de El Tambo a donde perteneció por muchas décadas y fue su principal corregimiento. El pueblo de El Peñol históricamente ha sido reconocido por su pujanza, sin embargo en los últimos años el municipio ha sufrido con severidad las consecuencias del conflicto armado que vive el país, así mismo los efectos de una creciente y ostensible presencia e incidencia del narcotráfico. La situación es más preocupante mirando que la vida e integridad de los peñolenses se ven afectadas no solo por la violencia de tipo político y económico sino también por la de carácter social e intrafamiliar.
El Peñol perteneció al municipio de El Tambo, Nariño, y una de las razones por las cuales de independizó y pasó a ser el municipio n.º 63 de los 64 que conforman al departamento de Nariño fue el abandono al que estaba sometido, el deseo de sus pobladores era el de superar las necesidades, el marginamiento y atraso a los que el favoritismo centralista los reducía, fue entonces cuando se elevó a la categoría de municipio con autonomía jurídica y administrativa mediante ordenanza n.º 036 del 7 de diciembre de 1998.